# Lampa elektrometryczna

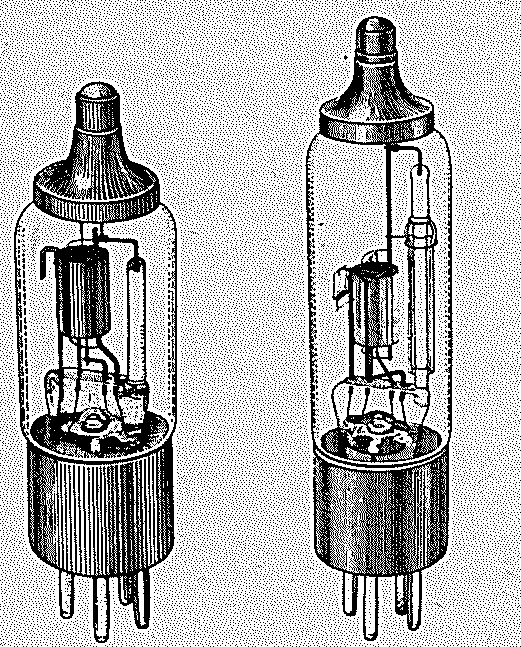
Lampy elektrometryczne T114 oraz T115 z lat 30. XX w. produkcji AEG

Lampa elektrometryczna – lampa elektronowa siatkowa posiadająca dużą impedancję wejściową, służąca do wzmacniania bardzo małych napięć lub prądów w celach pomiarowych. Wartość prądu upływnościowego siatki takiej lampy (dla ujemnych napięć siatkowych) jest rzędu 10 -14 A. Tak niską wartość uzyskiwano poprzez stosowanie niskich napięć anodowych (10–20 V) oraz przez dobrą izolację doprowadzeń.